# KiXtart
Pour les articles homonymes, voir Kix.
KiXtart est un langage de script principalement utilisé pour les ouvertures de session dans un réseau Microsoft. Il est assez proche du batch, mais avec de nombreuses commandes ainsi que de nombreuses macros. Il est compatible de Windows 95 à Windows 10.
Son principal atout est qu'il reste très simple d'utilisation et permet de faire à peu près n'importe quelle commande. Il est généralement plus rapide de faire un script d'ouverture de session écrit en KiXtart qu'en VBScript.
KiXtart est distribué gratuitement sous le format de CareWare (ou Caritaticiel en français)

## Historique
KiXtart a été créé en 1991 par Ruud van Velsen, un employé de Microsoft Pays-Bas, en dehors de ses heures de travail.
Il y eut d'abord les versions KiXtart 95 et KiXtart 2001 puis la version KiXtart 2010 qui reprend les fonctionnalités de la version 2001 et les plus importantes de la version 95.